# Denis Ten
Denis Ten, né le 13 juin 1993 à Almaty et mort des suites d'une agression le 19 juillet 2018 dans la même ville, est un patineur artistique kazakh. Il est vice-champion du monde 2013, médaillé de bronze aux Jeux olympiques d'hiver de 2014 et champion des quatre continents 2015.

## Biographie

### Carrière sportive
Denis Ten est quintuple champion du Kazakhstan (entre 2006 et 2014). Il représente son pays dans de multiples compétitions internationales. Pour les plus importantes, il participe à six championnats des quatre continents et six championnats du monde. Il remporte la compétition des quatre continents en 2015 à Séoul, et a deux fois été médaillé aux championnats du monde en 2013 (l'argent à London, la première médaille mondiale de l'histoire du patinage kazakh) et en 2015 (le bronze à Shanghaï).
Il a également participé à trois Jeux olympiques d'hiver : en 2010 à Vancouver (11e), en 2014 à Sotchi (médaille de bronze) et en 2018 à Pyeong Chang (27e).

### Vie personnelle
Denis Ten est d'origine Koryo-saram, il fait partie de la minorité coréenne du Kazakhstan.
Son arrière-grand-père, Min Geun-ho, était un célèbre combattant de la Corée impériale lorsque celle-ci s'est battue pour garder son indépendance face au Japon.

### Assassinat
Denis Ten est mort à l'hôpital d'Almaty le 19 juillet 2018, à 25 ans, des suites de coups de couteau reçus en plein jour alors qu'il s'opposait à des personnes cherchant à voler les rétroviseurs de son véhicule.
Son ami proche, le chanteur kazakh Dimash Qudaibergen, a interprété en son hommage lors de son concert à Astana le 29 juin 2019 la chanson SOS d'un terrien en détresse de Daniel Balavoine, devant une foule de 30000 personnes.

## Palmarès
| Compétition                   | 2005    | 2006    | 2007    | 2008    | 2009    | 2010    | 2011    | 2012    | 2013    | 2014    | 2015    | 2016    | 2017    | 2018    |
| Jeux olympiques d'hiver       |         |         |         |         |         | 11e     |         |         |         | 3e      |         |         |         | 27e     |
| Championnats du monde         |         |         |         |         | 8e      | 13e     | 14e     | 7e      | 2e      |         | 3e      | 11e     | 16e     | F       |
| Quatre continents             |         |         |         |         | 9e      | 10e     |         | 6e      | 12e     | 4e      | 1er     | F       | F       | 15e     |
| Championnats du Kazakhstan    | 4e      | 1er     | 2e      |         |         | 1er     |         | 1er     | 1er     | 1er     |         |         |         |         |
| Championnats du monde juniors |         |         | 26e     | 16e     | 4e      | 9e      |         | 4e      |         |         |         |         |         |         |
|                               |         |         |         |         |         |         |         |         |         |         |         |         |         |         |
| Grand Prix ISU                | 2004/05 | 2005/06 | 2006/07 | 2007/08 | 2008/09 | 2009/10 | 2010/11 | 2011/12 | 2012/13 | 2013/14 | 2014/15 | 2015/16 | 2016/17 | 2017/18 |
| Skate America                 |         |         |         |         |         |         | 11e     | 5e      |         | F       | 4e      | 9e      | F       |         |
| Skate Canada                  |         |         |         |         |         | 7e      |         | 5e      | 6e      |         |         |         |         |         |
| Coupe de Chine                |         |         |         |         |         | 10e     |         |         |         | 4e      |         |         |         |         |
| Trophée de France             |         |         |         |         |         |         |         |         |         |         | 3e      | 4e      | 2e      | 8e      |
| Coupe de Russie               |         |         |         |         |         |         |         |         | 9e      |         |         |         |         | 9e      |
| Trophée NHK                   |         |         |         |         |         |         | 12e     |         |         |         |         |         |         |         |
| Légende : F = Forfait         |         |         |         |         |         |         |         |         |         |         |         |         |         |         |